# Kapské Město
Kapské Město (afrikánsky: Kaapstad /ˈkɑːpstɑt/, anglicky Cape Town [ˈkeɪptaʊn], xhosa iKapa) je druhé největší město Jihoafrické republiky, hlavní město provincie Západní Kapsko a zároveň legislativní hlavní město Jihoafrické republiky, sídlí tu jihoafrický parlament a další vládní instituce. Díky svým přírodním scenériím (mimo jiné Stolová hora nebo mys Dobré naděje) bývá označováno jako jedno z nejkrásnějších měst světa a ideální turistický cíl - v roce 2014 bylo vyhlášeno deníky The New York Times a The Daily Telegraph jako nejlepší místo na světě k návštěvě. Kapské Město bylo první evropskou osadou na území dnešní Jihoafrické republiky, proto je Jihoafričany často označováno jako „Mother City“ – mateřské město.

## Historie
V oblasti Západní Kapsko žili lidé dlouho před příchodem Evropanů, nevytvořili si ale vlastní písmo, takže o prehistorii těchto míst je známo jen velmi málo. První písemnou zmínku učinil až portugalský objevitel Bartolomeo Diaz v roce 1486; po dvě následující století nebyla tato oblast Evropany trvale obývána.

### Novověk

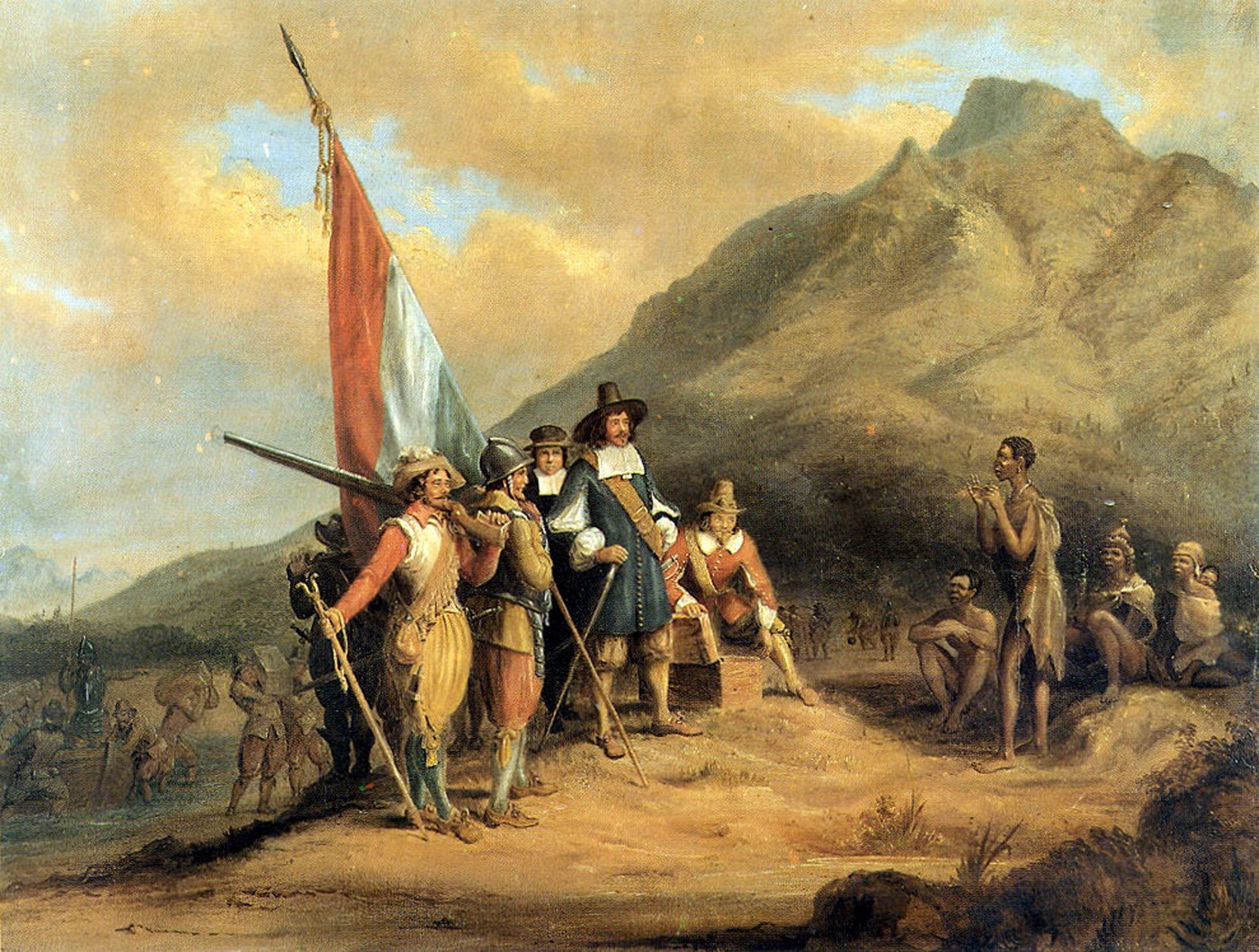
Jan van Riebeeck na místě budoucího Kapského Města

Kapské Město založil v roce 1652 Jan van Riebeeck jako zásobovací stanici pro holandské lodě plující do východní Afriky, Indie a Asie. Toto místo bylo ideální pro založení přístavu, protože se nachází v zátoce chránící lodě před rozbouřeným mořem. Kvůli ochraně před domorodým obyvatelstvem postavili Holanďané roku 1679 pevnost Fort de Goede Hoop – dnešní Castle of Good Hope. Jde o nejstarší koloniální stavbu v Jihoafrické republice.
Počet obyvatel ale rostl jen velmi pomalu a se vzrůstajícími požadavky na pracovní sílu začala holandská Východoindická společnost dovážet otroky z Madagaskaru, Indie, Malajsie a Indonésie. V této době žilo ve městě málo evropských žen, proto vznikala četná smíšená manželství mezi Evropany a domorodými Afričankami nebo Asiatkami, jejich potomci se dnes označují jako Cape Coloureds.
Během následujících 150 let pod nizozemskou správou se z Kapského Města stal důležitý přístav poskytující odpočinek námořníkům plujícím dále do Asie. V průběhu americké války za nezávislost na konci 18. století stáli Nizozemci společně s Francouzi na straně Američanů, což mělo za následek vojenské střety mezi Británií a Nizozemskem. Po bitvě u Muizenbergu v roce 1795 obsadili Britové dočasně Kapské Město, na základě mírové smlouvy v roce 1803 ale připadlo zpět Nizozemcům. Po další prohrané bitvě u Bloubergstrandu (asi 25 km severně od Kapského Města) v roce 1806 a poté, co se holandská Východoindická společnost dostala na pokraj bankrotu, připadlo Kapské Město i s celou kolonií od 13. srpna 1814 definitivně Britské koruně.
Objev nalezišť zlata a diamantů ve městě Witwatersrand blízko Johannesburgu roku 1884 vyvolal na konci 19. století v jižní Africe zlatou horečku. Kapské Město následně sice ztratilo prvenství v počtu obyvatel, ale na druhou stranu velice profitovalo ze zvýšeného obchodního ruchu. Právě tehdy vydělal jmění tehdejší ministerský předseda Kapské kolonie Cecil Rhodes, toho času žijící v Kapském Městě, jako majitel těžební společnosti De Beers, která dodnes těží nejvíce diamantů na světě. V této době také eskalovalo napětí mezi britskou koloniální správou, novými přistěhovalci (nazývanými „uitlanders“) a Búry, potomky nizozemských přistěhovalců, kteří se snažili zakládat vlastní státy ve středu země. Důsledkem tohoto napětí byly dvě búrské války; po vítězství v obou střetnutích vyhlásili Britové v roce 1910 Jihoafrickou unii s Kapským Městem jako legislativním hlavním městem.

### 20. století

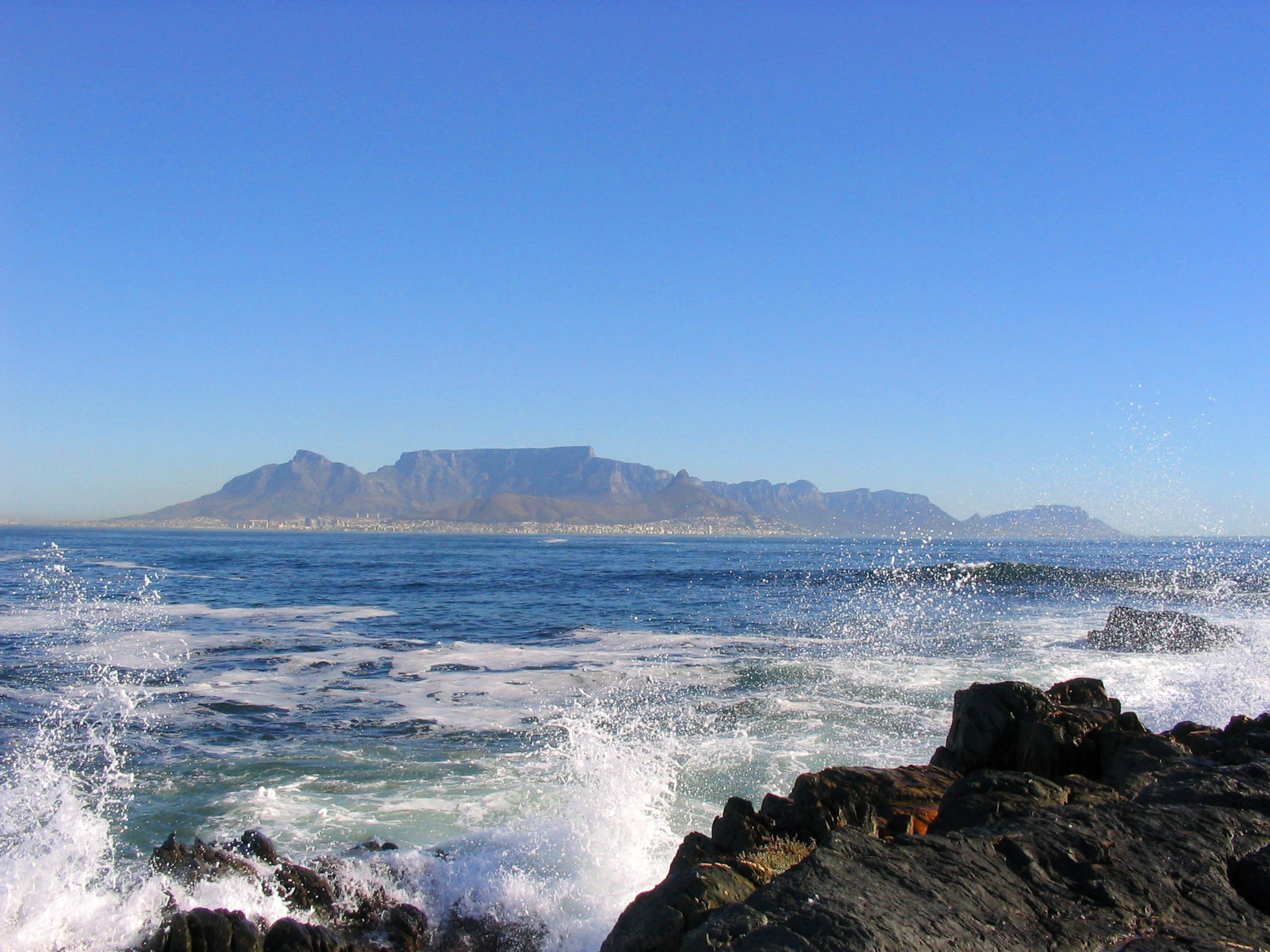
Pohled na Kapské Město a Stolovou horu z Robben Island

Epidemie dýmějového moru v roce 1901 posloužila koloniální správě jako záminka pro zavedení rasové segregace (známější pod afrikánským názvem apartheid) – černošskému obyvatelstvu byly vyhrazeny dvě městské oblasti oddělené od ostatní populace. V roce 1948 vyhrála volby National Party, která slibovala zákony na další podporu rasové segregace. V následujících letech byla všechna městská území rozčleněna na rasových základech, z některých předměstí, kde dříve vedle sebe žili příslušníci více ras, se museli černí obyvatelé vystěhovat a jejich bývalá obydlí byla nezřídka určena k likvidaci. Nejznámějším příkladem je District Six, který byl zdemolován v roce 1965 poté, co byl vyhlášen jako okrsek pro bílé; následně z něj bylo nuceně vystěhováno 60 000 černochů.
3. prosince 1967 v místní nemocnici Groote Schuur uskutečnil tým profesora Christiaana Barnarda první transplantaci srdce.
V Kapském Městě žilo mnoho odpůrců apartheidu; mnozí z nich byli internováni jako političtí vězni na Robben Island, vzdáleném cca 10 km od pobřeží. Jedním z nich byl i Nelson Mandela, který z balkónu radnice Kapského Města pronesl svoji slavnou řeč a tím předurčil novou etapu vývoje Jižní Afriky. Od pádu apartheidu v 90. letech se Kapské Město v mnoha věcech změnilo: centrum města se stalo bezpečnější, což mimo jiné přispělo k razantnímu zvýšení ceny pozemků a nemovitostí, a dále bylo vytvořeno mnoho programů pro revitalizaci příměstských oblastí. Přesto ale většina lidí stále žije ve stejných městských částech, má stejné příjmy a sociální postavení jako za dob apartheidu. Některé věci se naopak zhoršily: město bojuje s epidemií AIDS a nárůstem především drogové kriminality. Přesto ale dnes Kapské Město zažívá nebývalý turistický boom, možná i proto, že je bezpečnější než ostatní jihoafrická velkoměsta jako Johannesburg, Pretoria nebo Durban.

## Geografie a klima

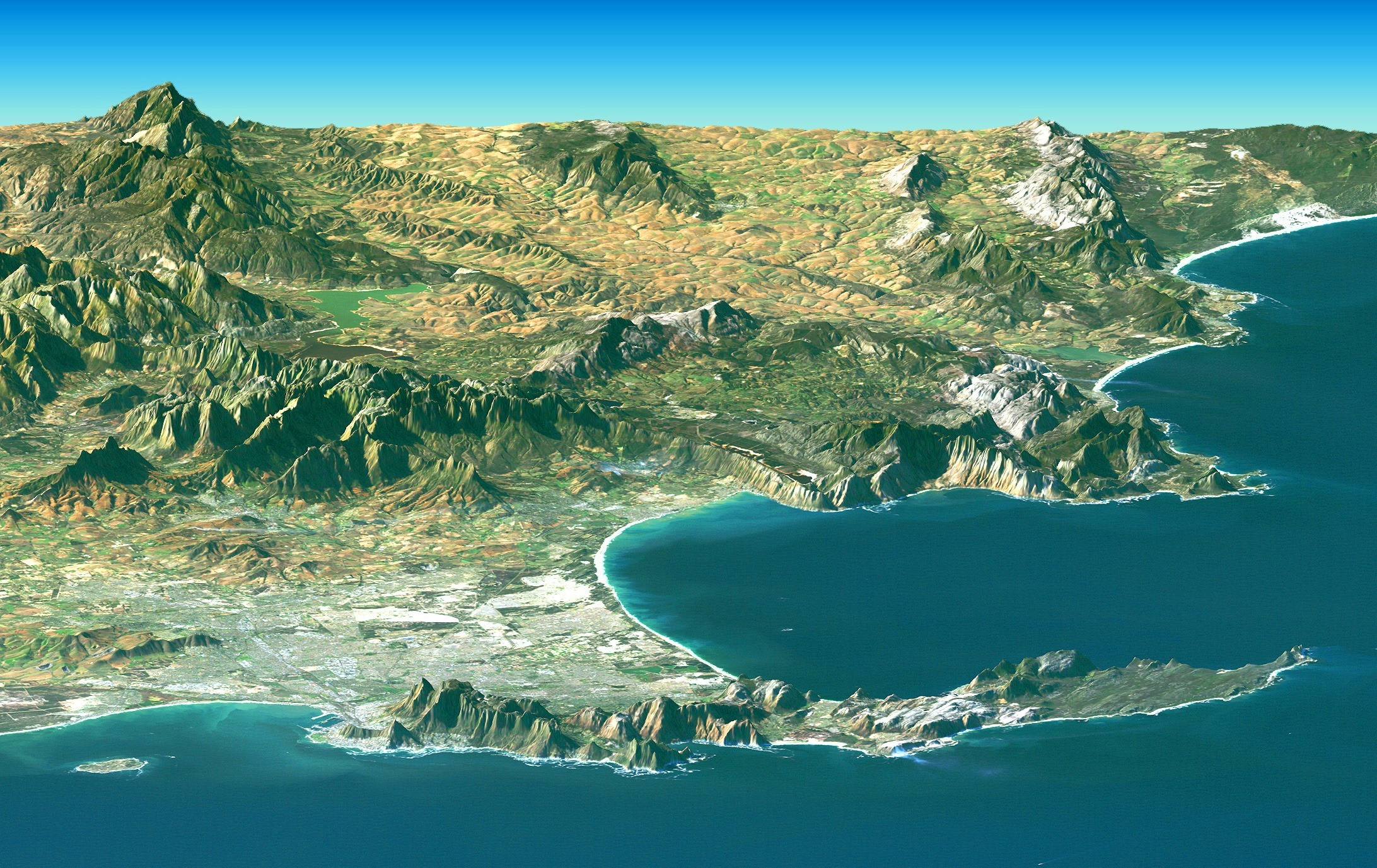
Elektronicky upravený satelitní pohled na Kapské Město

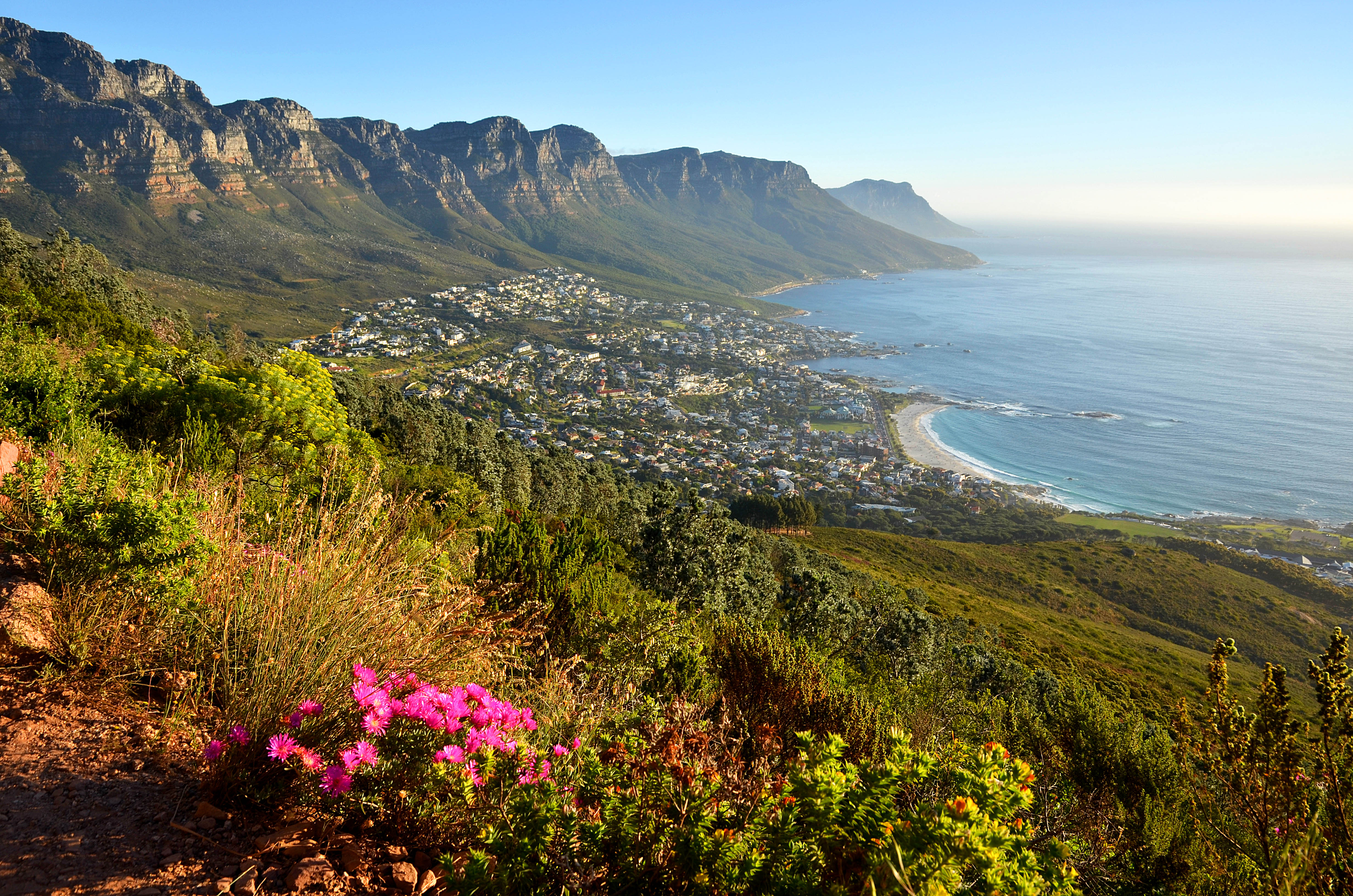
Pohled na předměstí Kapského Města z vrcholu Lion´s head

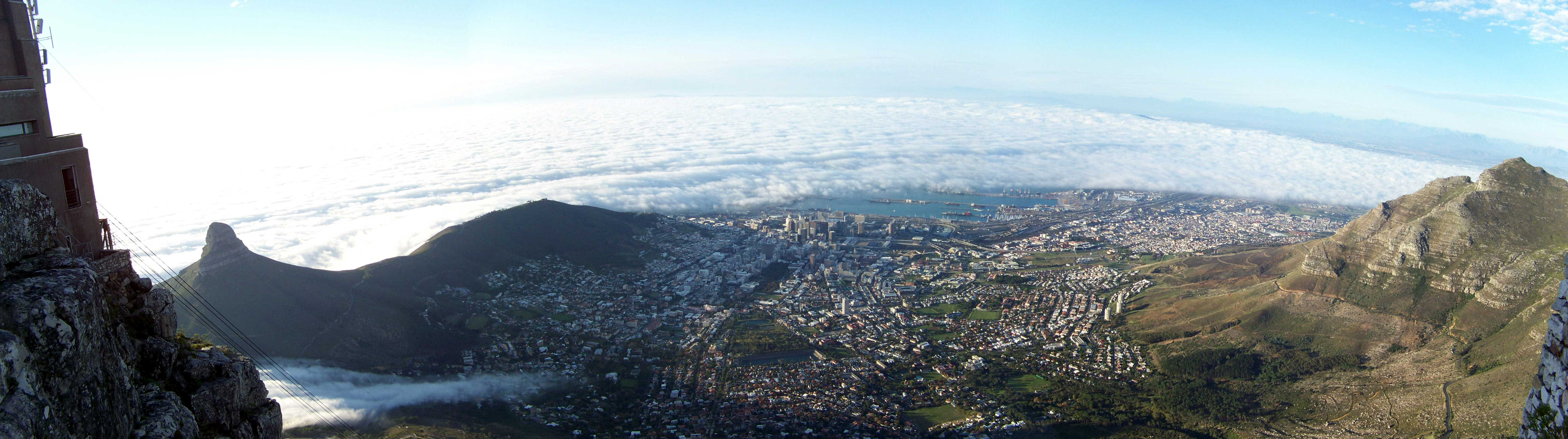
Pohled na "City Bowl" ze Stolové hory

Centrum Kapského Města se nachází na severním konci hornatého Kapského poloostrova, který zabíhá na jih do Atlantského oceánu a je zakončen mysem Dobré naděje. Nad městem se tyčí asi kilometr vysoká Stolová hora ohraničená strmými srázy Devil's Peak a Lion's Head. V městské oblasti se nalézá mnoho vrcholů vyšších než 300 m; mnohá předměstí Kapského Města se nacházejí na velké planině Cape Flats, která spojuje poloostrov s pevninou.
Kapské Město leží v subtropickém pásu s dobře rozeznatelnými čtyřmi ročními obdobími. V zimě, která trvá od května do srpna, převažují severozápadní větry z Atlantiku. Zimní měsíce jsou chladné, s nejnižšími průměrnými teplotami okolo 7 °C. V tomto období spadne nejvíce srážek, ale v důsledku značně členitého terénu jsou srážkové úhrny značně územně diferencované. V údolích a na pobřeží jsou průměrné srážky 515 mm/rok, v horách 1500 mm/rok. Léto, trvající od listopadu do února, je teplé a suché. Převažují jihovýchodní větry označované jako „Cape Doctor“, protože díky nim se rozptýlí zplodiny z městské dopravy. Nejvyšší průměrné letní teploty nepřesahují 26 °C.

## Demografie

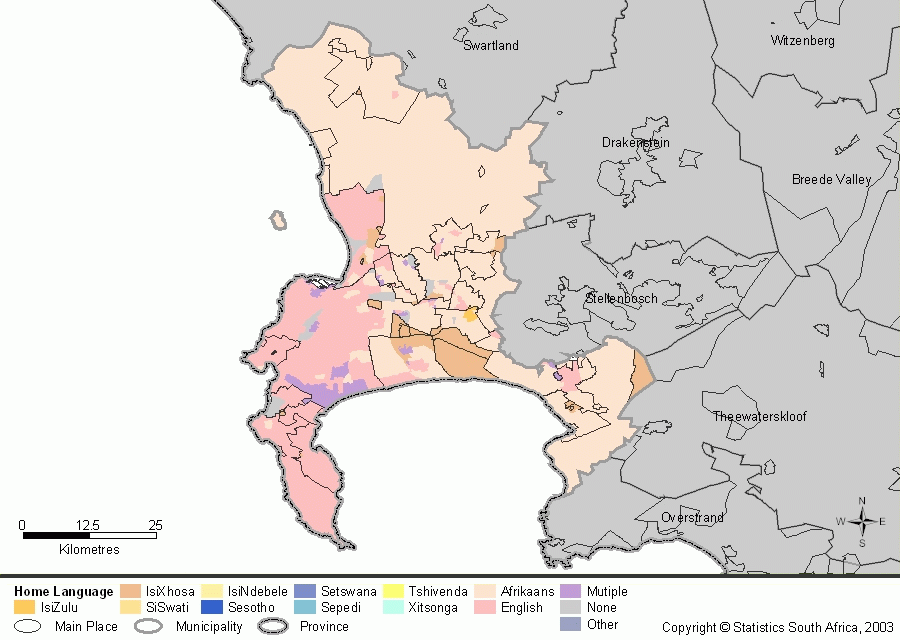
Rozmístění jazyků v Kapském Městě

Podle sčítání lidu v roce 2001 mělo Kapské Město 2 893 251 obyvatel. Podle sčítání lidu v roce 2011 populace vzrostla na 3,740,026 obyvatel.
„Coloured“ (míšenci evropských a asijských přistěhovalců) tvoří 48,13 % obyvatel, černí Afričané 31 %, běloši 18,75 % a Asiaté 1,43 %. 46,6 % populace je mladší 24 let, jen 5 % populace je starší 65 let. Medián (střední hodnota) věkové struktury je 26 let; na každých 100 žen připadá 92,4 mužů; ve městě je 19,4 % nezaměstnaných – 58,3 % z nich jsou černoši, 38,1 % Coloured, 3,1 % běloši a 0,5 % Asiaté.
41,4 % obyvatel Kapského Města mluví doma afrikánsky, 28,7 % jazykem Xhosa, 27,9 % anglicky, 0,7 % jazykem Sesotho, 0,3 % jazykem Zulu, 0,1 % jazykem Setswana a 0,7 % mluví doma některým z neoficiálních jazyků. 76,6 % obyvatel jsou křesťané, 10,7 % ateisté, 9,7 % muslimové, 0,5 % židé, 0,2 % hinduisté a 2,3 % obyvatel vyznává další náboženství.
4,2 % obyvatel starších 20 let nemá žádné vzdělání, 18,9 % má základní vzdělání, 64,3 % střední vzdělání a 12,6 % vyšší než střední vzdělání. Medián ročních příjmů pracujících občanů ve věkovém rozmezí 15-65 let je 25 774 jihoafrických randů (přibližně 82 000 českých korun).

## Ekonomika

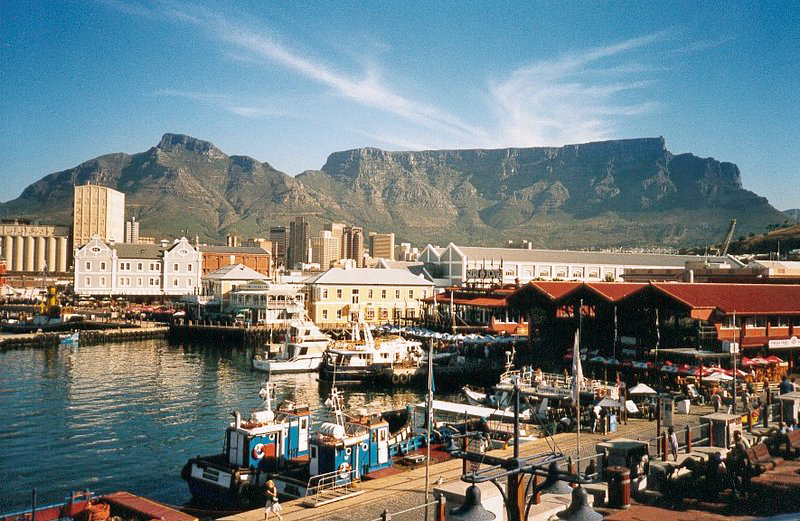
Přístav a komplex Victoria and Alfred Waterfront

Kapské Město je ekonomickým centrem provincie Západní Kapsko, na jeho území se nachází také důležitý přístav a letiště. Pro ekonomiku města jsou též důležité vládní instituce, na nichž jsou závislá mnohá odvětví služeb. Kapské Město také hostuje mnoho konferencí, zejména v Cape Town International Convention Centre. Město v současnosti zažívá prudký rozvoj stavebnictví a obchodu s realitami – mnoho lidí si zde staví letní domky nebo se sem stěhuje na stálo. Prudký rozvoj také zažívá obchodní centrum města.
Investory do této oblasti láká především relativně kvalifikovaná pracovní síla – je zde relativně hodně lidí se středoškolským vzděláním nebo mezinárodně uznávanými diplomy.
Provincie Západní Kapsko vytváří čtvrtinu jihoafrické produkce zemědělských výrobků (nejvíce se zde pěstuje ovoce, víno a květiny) a v této provincii se také vytváří více než polovina celkových jihoafrického exportu. Většina produkce se vyváží přes Port of Cape Town nebo Cape Town International Airport, v Kapském Městě mají své závody mnohé loďařské společnosti. Tato provincie je také důležitým energetickým centrem země; v Atlantském oceánu byla navíc v nedávné době objevena ložiska ropy a zemního plynu. Další důležitá průmyslová odvětví jsou textilní průmysl a informační technologie.
Provincie Západní Kapsko je také důležitým turistickým regionem Jihoafrické republiky – turistika představuje 9,8 % HDP provincie a zaměstnává 9,6 % pracovní síly.[zdroj?] V roce 2004 tuto oblast navštívilo 1,5 milionu turistů.

## Turistika
Díky příjemnému klimatu, krásným přírodním scenériím a relativně dobře rozvinuté infrastruktuře se Kapské Město řadí mezi nejoblíbenější turistické cíle Jihoafrické republiky.

### Přírodní zajímavosti

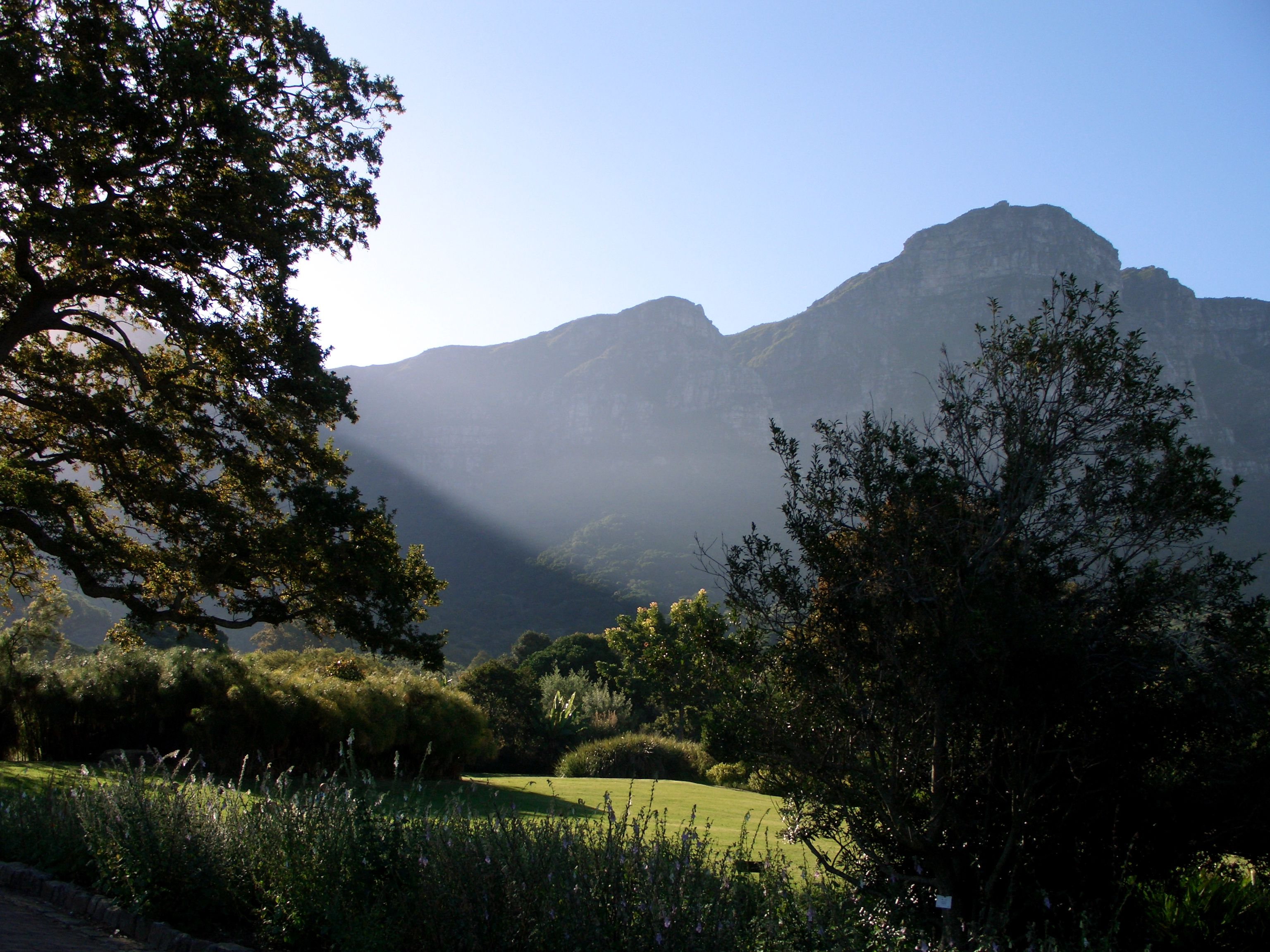
Pohled na Stolovou horu z botanické zahrady Kirstenbosch

Jednou z nejznámějších přírodních pozoruhodností Kapského Města je Stolová hora, kolem níž se rozprostírá Table Mountain National Park. Úchvatnou scenérii také skýtá hornatý Kapský poloostrov zakončený mysem Dobré naděje. Kvůli krásnému výhledu na Atlantik a blízká pohoří též mnoho turistů s oblibou projíždí úzkou silnicí Chapman's Peak Drive, spojující města Noordhoek a Hout Bay.
Díky unikátní poloze Kapského Města je možné za pouhý jeden den navštívit několik různých typů pláží, zasazených v odlišném přírodním prostředí. Pláže při Atlantském oceánu mají většinou chladnější vodu, naproti tomu voda v zátoce False Bay má teplotu vyšší v průměru o 10 °C. Všechny pláže jsou velice oblíbené, ale na Atlantském pobřeží existuje rozvinutější infrastruktura a větší množství restaurací a kaváren. Nejznámější kapská pláž Boulders Beach je známá pro svou kolonii afrických tučňáků.
Blízká města Stellenbosch, Paarl a Franschhoek jsou oblíbenými cíli milovníků vína. V okolí je také možné pozorovat velryby a delfíny, město Hermanus je známé velrybím festivalem.

### Architektura a městský život

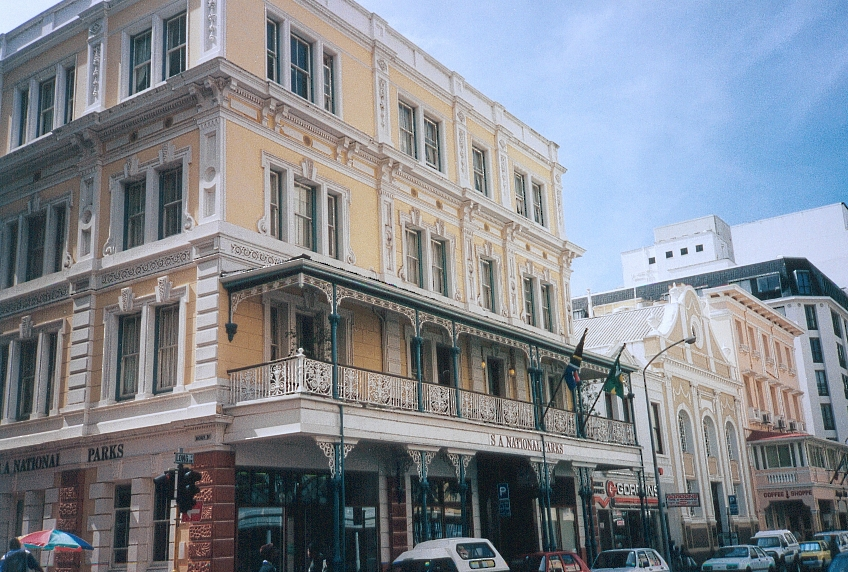
Long Street

Kapské Město je jedinečné svým architektonickým dědictvím, zejména četnými památkami ve stylu Cape Dutch – tento styl kombinuje francouzské, nizozemské a německé architektonické prvky. Nejvýznamnější památky lze najít v Central Business District (staré vládní budovy) a v ulici Long Street.
Jednou z nejoblíbenějších městských nákupních zón je dnes viktoriánský komplex Victoria and Alfred Waterfront, vystavený v blízkosti doků; nachází se zde několik stovek obchodů a akvárium Two Oceans otevřené v roce 1995. Součástí osobitého kouzla V&A (pod touto zkratkou je často označován) je fakt, že starý přístav je nadále v provozu a návštěvníci mohou nerušeně pozorovat přístavní ruch. V centru města je možné navštívit další zajímavá místa, mimo jiné nejstarší budovu v jižní Africe – Castle of Good Hope, barokní pevnost postavenou v roce 1666. Další architektonicky zajímavé objekty jsou například městská radnice (City Hall), postavená roku 1905; dále St. Georges Cathedral, sídlo anglikánského arcibiskupa; National Gallery a National Museum. Velice oblíbená je Long Street, kde se nachází mnoho restaurací a kaváren.

### Kultura a sport

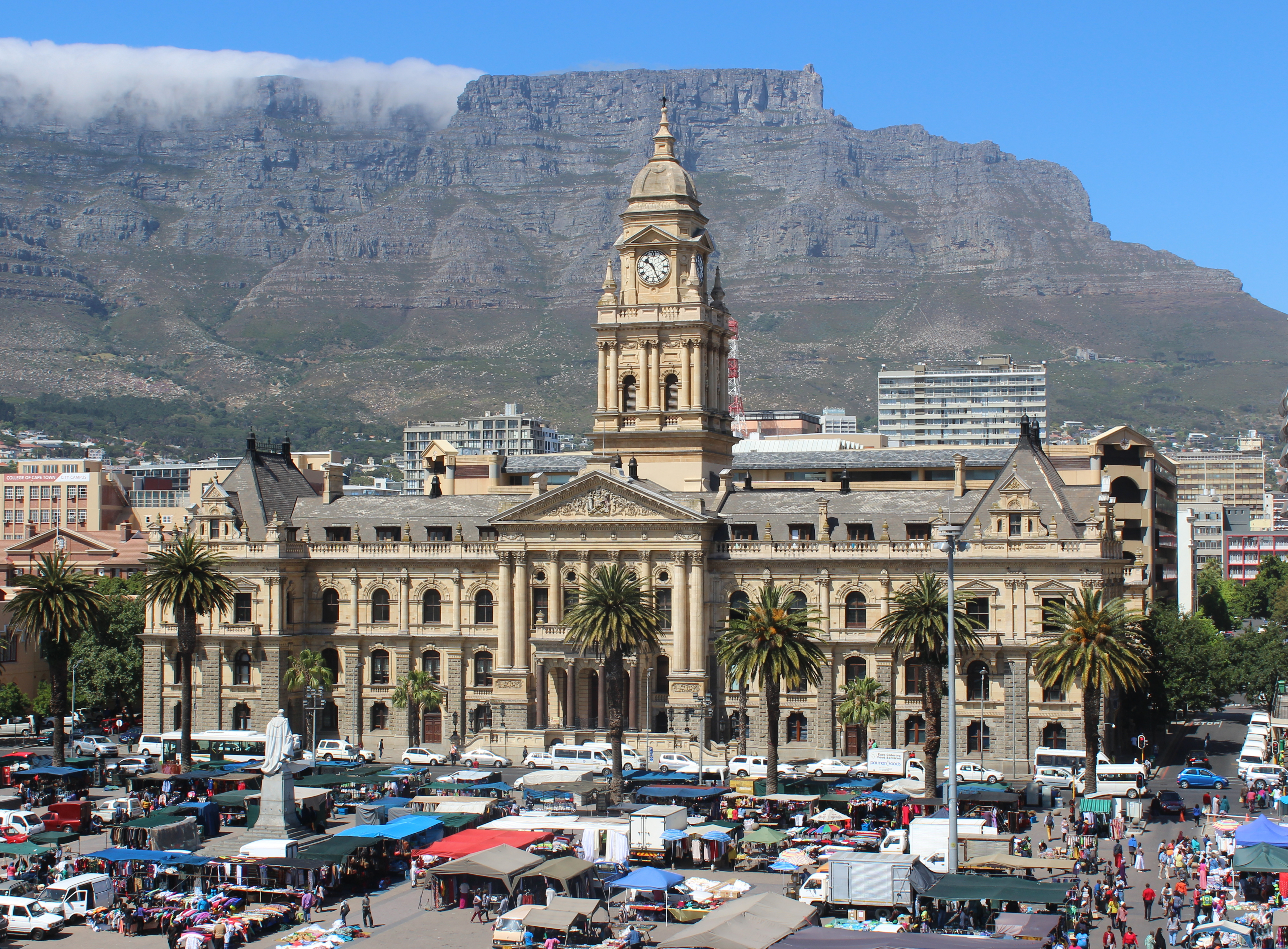
Městská radnice

Turisticky atraktivní je Robben Island (afrikánsky Robbeneiland), zapsaný do seznamu světového kulturního dědictví UNESCO. V době apartheidu zde byl tábor pro politické vězně, ve kterém byl internován i bývalý jihoafrický prezident Nelson Mandela nebo Govan Mbeki, otec pozdějšího jihoafrického prezidenta Thabo Mbeki.
V Kapském Městě sídlí významné Jihoafrické národní muzeum Iziko založené jako první v zemi (1825), Jihoafrická národní galerie Iziko, Zeitzovo muzeum současného afrického umění, Jihoafrické židovské muzeum aj. Kolekce ze sbírky uměleckých artefaktů Williama Fehra z období nizozemského kolonialismu je umístěna v nejstarším jihoafrickém objektu, Zámku Dobré naděje (Castle of Good Hope, 1666–1679) a ve vile Rust en Vreugd (1778), která je také součástí „muzeí Iziko“. Fehrovu sbírku spravuje Jihoafrické národní muzeum Iziko. Kromě uvedených institucí k „muzeím Iziko“ patří Sociálněhistorické centrum Iziko (Iziko Social History Centre), Planetárium Iziko aj. Například Iziko Slave Lodge Museum je památníkem obětí otroctví a muzeem dokumentujícím křivdy, jichž se otrokáři během 132 let dopouštěli. Iziko znamená ve xhoštině krb, symbol středu domova, místo spojené s vřelostí, příbuzenstvím a dušemi předků. Zde se připravují pokrmy a společně se stoluje, zde se vyprávějí příběhy a předávají znalosti z generace na generaci. Podobně i „muzea Iziko“ skýtají prostor ke kulturní interakci, ke sdílení společné historie a k vzájemnosti.
Každoročně se 2. ledna v Kapském Městě koná Cape Town Minstrel Carnival, známý také pod afrikánským názvem Kaapse Klose. Soutěžící skupinky minstrelů v pestrobarevných kostýmech promenují městem a hrají na rozličné hudební nástroje.
Za zmínku bezesporu stojí botanická zahrada Kirstenbosch při jižním úpatí Stolové hory, kterou v roce 1902 věnoval Kapskému Městu Cecil Rhodes. Byla vytvořena ohrazením původních pozemků se vzácnými druhy rostlin – tímto způsobem nebyla v té době zřízena žádná botanická zahrada na světě.
V okolí Kapského Města je populárním sportem surfování; město každoročně pořádá soutěž Red Bull Big Wave Africa. Další populární sporty jsou kriket, plavání, fotbal a ragby. Kapské Město často hostí národní ragbyový tým „Springboks“. V roce 1995 se zde hrály některé zápasy ragbyového mistrovství světa včetně semifinále. Město má také kvalitní ragbyový klub „The Stormers“. V jihoafrické první fotbalové lize hrají dva fotbalové kluby z Kapského Města, Ajax Cape Town a Santos Football Club. V Kapském Městě se také hrálo několik zápasů mistrovství světa ve fotbale v roce 2010.

## Doprava

### Letecká doprava

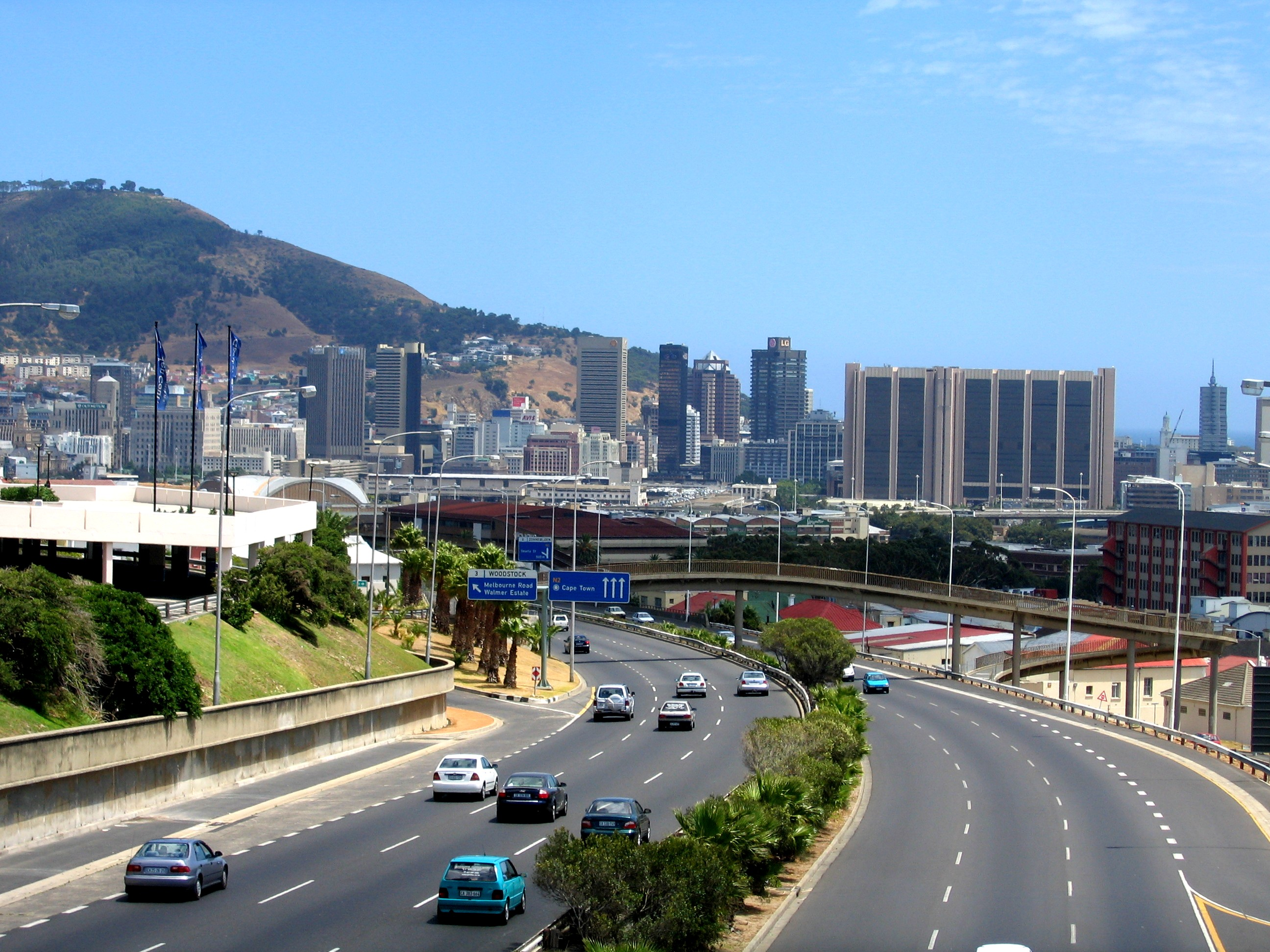
Silnice N2

Cape Town International Airport je hlavní letiště na území Kapského Města a druhé největší letiště Jihoafrické republiky. Má přímé spojení s většinou větších měst v jižní Africe a mnoha městy po celém světě. S ohledem na blížící se datum zahájení fotbalového mistrovství světa v Jihoafrické republice prochází letiště rozsáhlou renovací, která zahrnuje stavbu nových vysokokapacitních garáží, rekonstrukci terminálu pro vnitrostátní lety a výstavbu nového terminálu pro mezistátní lety. Průběžně se také zlepšuje nákladní kapacita letiště, na okolních volných plochách se staví nové kancelářské prostory a hotely.

### Námořní doprava
Kapské Město má jako přístavní město obrovskou tradici a i v současnosti je situováno na jedné z nejdůležitějších námořních tras světa. Přístav se nachází na sever od Central Business District v zátoce Table Bay, v roce 2004 přístav odbavil 3 161 lodí a 9,2 miliónů tun zboží; v objemu odbaveného zboží je v Jihoafrické republice po durbanském přístavu druhý největší. Hlavní základnou jihoafrického námořnictva je blízký Simon’s Town Harbour, který se nachází v zátoce False Bay.

### Železniční doprava

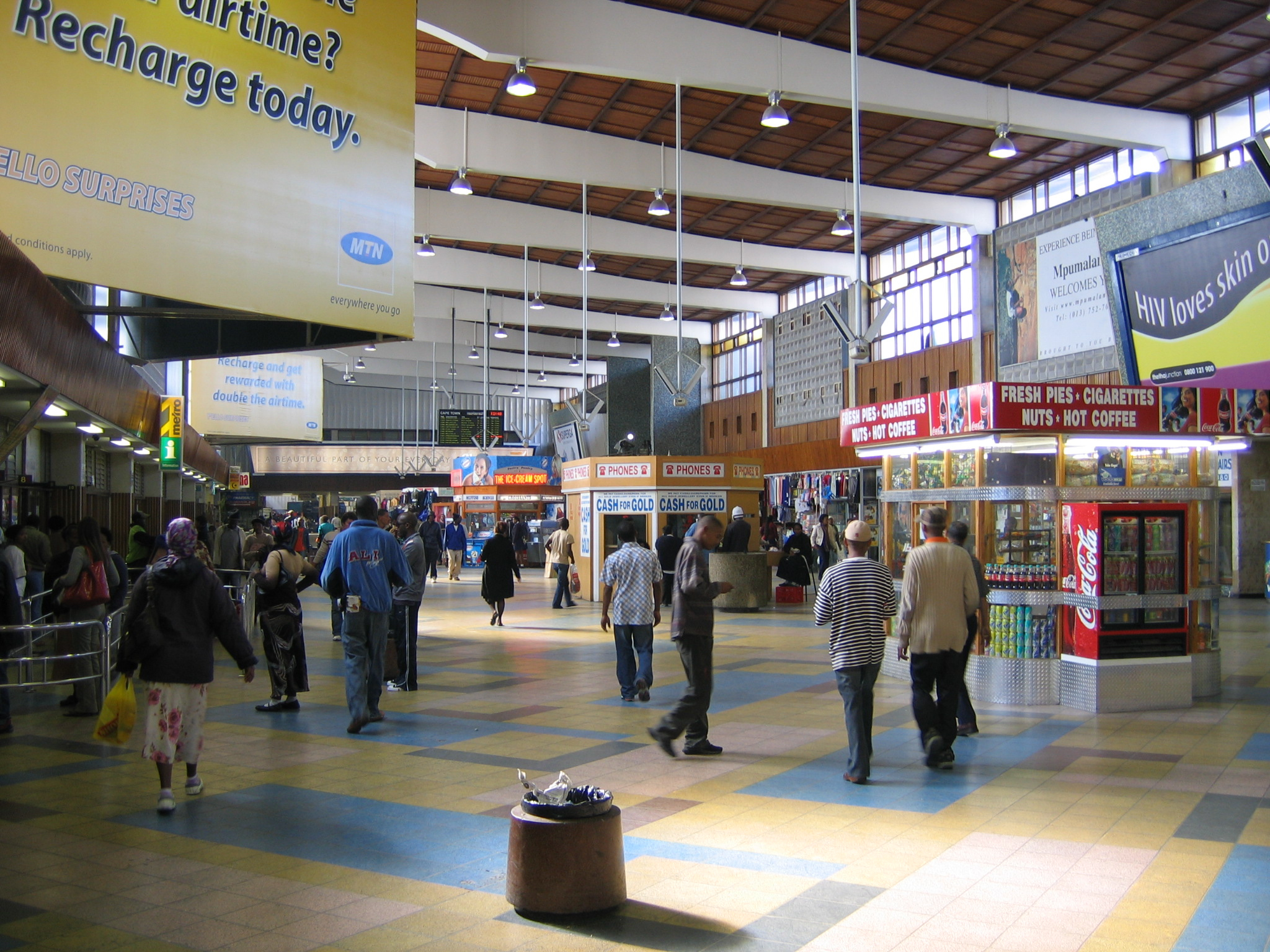
Interiér Hlavního nádraží

V Jihoafrické republice je hlavním provozovatelem železničních tratí firma Spoornet, dálkové osobní spoje má na starosti divize Shosholoza Meyl. Tato společnost provozuje denní spoje do Johannesburgu (přes Kimberley) a jednou týdně do Durbanu (přes Kimberley, Bloemfontein a Pietermaritzburg): směr Kapské Město - Durban každé pondělí a směr Durban - Kapské Město každou středu. Kapské Město je také konečná stanice luxusního vlaku Blue Train. Příměstskou železniční dopravu provozuje společnost Metrorail, která spravuje celkem 96 zastávek příměstských vlaků.

### Silniční doprava
Z Kapského Města vedou tři důležité dálnice (national road): N1 směr Bloemfontein, Johannesburg, Pretoria a dále do Zimbabwe; N2 směr Port Elizabeth, East London a Durban a N7 spojující Kapské Město s provincií Northern Cape a Namibií. N1 a N2 začínají v Central Business District, N1 pokračuje severovýchodním směrem a N2 jihovýchodním okolo Cape Town International Airport. Kapské Město má také vlastní síť dálnic (tzv. M-roads) propojujících různé městské části.
Městskou autobusovou dopravu v Kapském Městě zabezpečuje společnost Golden Arrow Bus Services, dálkové meziměstské linky provozuje vícero společností.
Na rozdíl od většiny ostatních měst není v Kapském Městě povoleno taxikářům jezdit volně po městě a vyhledávat pasažéry, smějí pouze přijet na předem sjednané místo. Ve městě proto vzkvétá systém minibusových taxi, která jezdí po určených trasách a dají se zastavit pokynem ruky, což ale s sebou přináší jisté potíže – řidiči za minibusem často nestačí zareagovat a tímto způsobem vzniká množství dopravních nehod. Minibusy jsou mnohdy přeplněné a ve špatném technickém stavu, dopravní nehody těchto vozidel bývají proto tragické, tento způsob dopravy ale stále využívá mnoho obyvatel. Majitelé většinou vlastní a provozují více minibusů a často se stává, že mezi nimi vypukají rozepře kvůli obsluze nejlukrativnějších tras.

## Školství

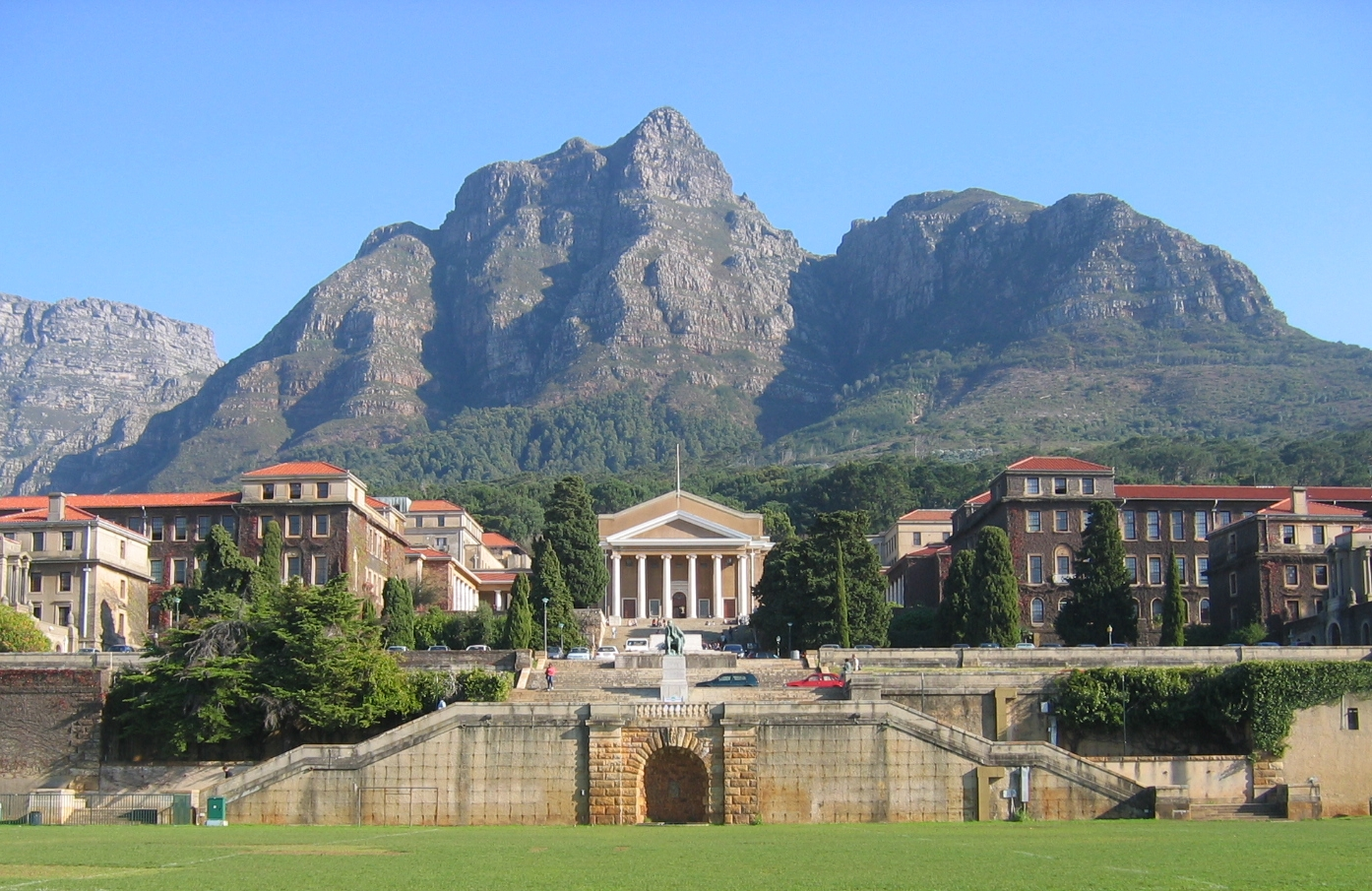
University of Cape Town

Spolu s Johannesburgem a Pretorií patří Kapské Město k nejdůležitějším univerzitním centrům Jihoafrické republiky. Kvalitě univerzitního vzdělávání pomáhá relativně vysoká úroveň financování z veřejných i soukromých zdrojů. Od konce apartheidu prošlo vzdělávání restrukturalizací, z čehož profitovaly zvláště „nebělošské“ školy jako University of the Western Cape.
Nejvýznamnější a zároveň nejstarší jihoafrickou univerzitou je University of Cape Town (UCT), založená v roce 1829 tehdy pod názvem South African College. Její hlavní kampus se nachází na úpatí Stolové hory v blízkosti Devil’s Peak. Má šest fakult: ekonomickou (Commerce), technickou (Engineering), lékařskou (Health Sciences), humanitní (Humanities), právnickou (Law) a vědeckou (Science); v roce 2005 na ní bylo zapsaných 21 713 studentů. Mezi bývalé absolventy patří i tři držitelé Nobelových cen: Aaron Klug (chemie, 1982), Allan McLeod Cormack (lékařství, 1979) a J. M. Coetzee (literatura, 2003). Mezi nejznámější současné profesory na této univerzitě se řadí například George Ellis, spolupracovník Stephena Hawkinga. University of Cape Town se dodnes se řadí mezi nejlepší university na africkém kontinentu.
V Kapském Městě se dále nachází University of the Western Cape (UWC), Cape Peninsula University of Technology (vzniklá v roce 2005 sloučením Cape Technikon s Peninsula Technikon) a Stellenbosch University, která je vzdálená přibližně 50 km od města. Některé její campusy jsou ale blíže městu, například Tygerberg Faculty of Health Sciences a Bellville Business Park. Kvalitní obchodní školou (business school) je Graduate School of Business při University of the Western Cape, která se nachází v blízkosti komplexu Victoria & Alfred Waterfront. Od 90. let se výrazně rozvíjí anglické jazykové školy (Language Schools), kterým se daří přilákat zájemce o studium z celého světa díky důrazu na kvalitu výuky. Výuka angličtiny se stává velice výnosným odvětvím, což přispívá k rozvoji celého města.

## Sport
Dva fotbalové kluby ve městě hrají nejvyšší jihoafrickou ligu - Cape Town Spurs (dříve Ajax Cape Town) a Cape Town City. Pro mistrovství světa v roce 2010 byl postaven Green Point Stadium, jenž pojme 69 070 diváků. 
Jako v jiných místech silně poznamenaných britskou koloniální tradicí je i v Kapském městě též velmi populární ragby a kriket. Místní ragbyový klub Western Province byl založen již roku 1883 a hraje na Newlands Stadium. 
Město několikrát neúspěšně usilovalo o pořádání olympijských her, naposledy usilovalo o letní hry, jež se měly konat roku 2020 (nakonec proběhly až o rok později).

## Slavní rodáci
- John Maxwell Coetzee (* 1940), jihoafricko-australský spisovatel, nositel Nobelovy ceny za literaturu z roku 2003[15]
- Reeva Steenkampová (1983–2013), jihoafrická modelka[16]
- Wayde van Niekerk (* 1992), jihoafrický atlet, držitel světového rekordu v běhu na 400 m[17]
- Lloyd Harris (* 1997), jihoafrický profesionální tenista[18]

## Partnerská města
- Antverpy, Belgie (1996)
- Cáchy, Německo (2000)
- Akra, Ghana
- Atlanta, USA
- Funchal, Portugalsko (1995)
- Haifa, Izrael (1975)
- Chang-čou, Čína (2005)
- Luanda, Angola (1997)
- Maputo, Mosambik (1994)
- Dubai, Spojené arabské emiráty
- Malmö, Švédsko
- Los Angeles, USA
- Bujumbura, Burundi
- Nice, Francie (1974)
- Petrohrad, Rusko (2001)
- Buenos Aires, Argentina
- Izmir, Turecko (2014)
- Varna, Bulharsko
- Wu-chan, Čína
- Mnichov, Německo
- Monterrey, Mexiko